# Заводь (озеро)
За́водь (чув. Заводь) — озеро в открытой части левобережной поймы нижнего течения реки Суры, располагается на территории Порецкого сельского поселения Порецкого района Чувашии, в 2,5 км севернее районного центра.
Длина озера около 300 м при ширине 70 м. Площадь 2,8 га. Средняя глубина — около 1,5 м.
Находится на высоте 77 метров над уровнем моря, примерно в 400 м от русла Суры, с севера к озеру примыкает пойменный широколиственный лес, по периметру — ивняк. Летом подвержено сильному зарастанию телорезом алоэвидным. На свободных от телореза участках встречаются заросли рдеста волосовидного, пузырчатки обыкновенной и немногочисленные растения водяного ореха плавающего.